# St. Agatha (Uffing am Staffelsee)

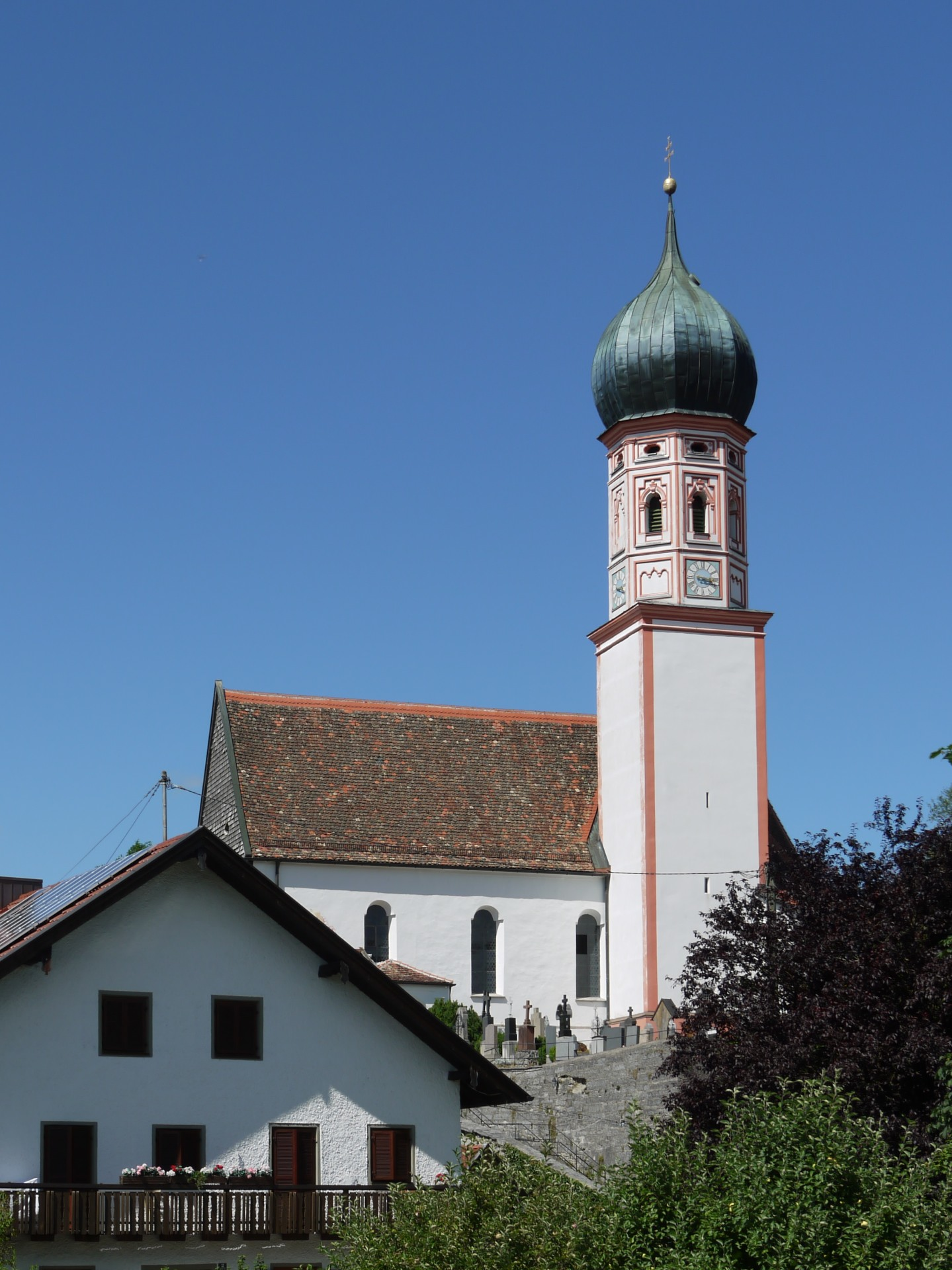
Pfarrkirche St. Agatha in Uffing

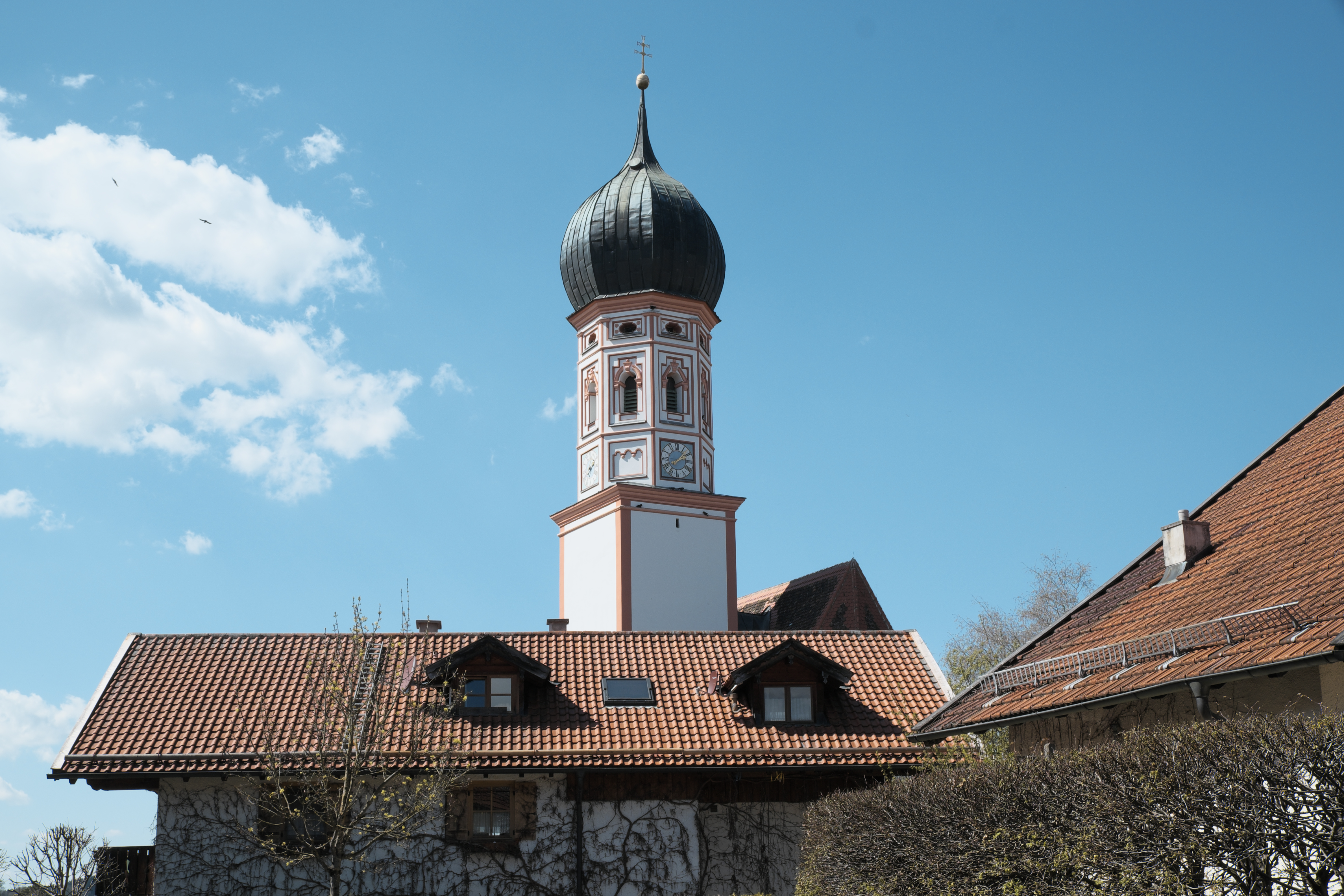
Glockenturm mit Zwiebelhaube

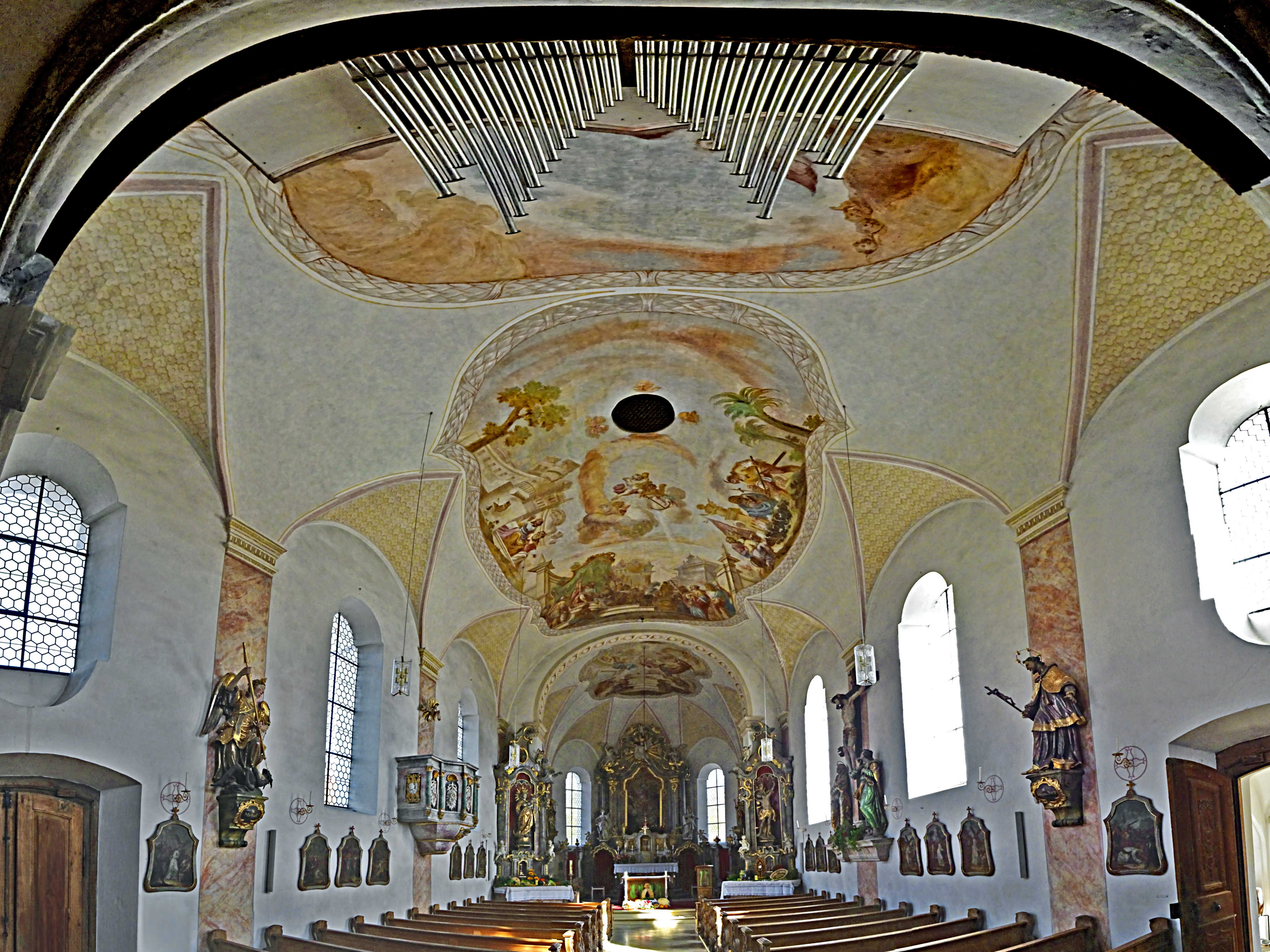
Innenraum-Panorama

Die katholische Pfarrkirche St. Agatha in Uffing am Staffelsee, einer Gemeinde im oberbayerischen Landkreis Garmisch-Partenkirchen, wurde im 15. Jahrhundert im Stil der Gotik erbaut, im 17. Jahrhundert vergrößert und barockisiert. Die Kirche ist der heiligen Agatha geweiht, die um 250 in Catania den Märtyrertod erlitt.

## Geschichte
Bereits um 1200 wird unter den Pfarrkirchen des Dekanats Pähl eine Kirche in Uffing erwähnt. Im Jahr 1313 ist Heinrich der Meixner als erster Pfarrer von Uffing namentlich belegt. 1480 ließen die Edlen von Tafertshofen die Kirche St. Agatha neu errichten, 1483 wurde die Kirche vom Augsburger Weihbischof Ulrich Geislinger geweiht.
In der zweiten Hälfte des 16. Jahrhunderts entwickelte sich eine Wallfahrt zu einem Gnadenbild der heiligen Agatha. 1569 und 1581 sind die ersten Gebetserhörungen auf die Fürbitte der Heiligen im Uffinger Mirakelbuch verzeichnet. 1686 wurden über 200 Berichte von angeblichen Wundern dem Bistum Augsburg zur Prüfung unterbreitet. 1706 erhielt der Augsburger Kupferstecher Jeremias Kilian den Auftrag, Gebetszettel, auch Agathazettel genannt, mit dem Kupferstich des Gnadenbildes anzufertigen.
Um die zunehmende Zahl von Wallfahrern aufnehmen zu können, verlängerte man 1650 unter der Leitung des Baumeisters Rudolph Zwink das Langhaus um sieben Meter nach Westen. Es wurde ein neues Gewölbe eingezogen und eine neue Sakristei angebaut. 1676 errichtete Caspar Feichtmayr den oktogonalen Aufbau des Glockenturmes mit seiner Zwiebelhaube. In den Jahren von 1770 bis 1787 wurde die Kirche im Stil des späten Rokoko umgestaltet.

## Architektur
Der im Untergeschoss gotische Turm ist in seinem oktogonalen Aufbau durch Blendfelder reich gegliedert und von rundbogigen und querovalen Öffnungen durchbrochen. Die Kirche ist ein Saalbau, Langhaus und Chor werden von Stichkappentonnen gedeckt, die auf flachen Pilastern aufliegen. Der nicht eingezogene Chor ist dreiseitig geschlossen.

## Deckenfresken
Die Deckenfresken wurden 1786 von Sebastian Troger ausgeführt. Auf dem Chorfresko liegt die heilige Agatha aufgebahrt unter dem Auge Gottes. Das Fresko trägt die Signatur: Joh: Seb: Troger: Pinx: 1786 (Johann Sebastian Troger malte es 1786). Auf dem Langhausfresko sind in der Mitte Engelsputten mit den Symbolen der göttlichen Tugenden Glaube (Kelch), Liebe (flammendes Herz) und Hoffnung (Anker) dargestellt. Die seitlichen Bilder zeigen Szenen des Martyriums der heiligen Agatha. Das im 19. Jahrhundert übermalte Fresko über der Empore wurde 1923 von dem Kirchenmaler Josef Wittmann erneuert. Es stellt Engel und die heilige Cäcilia an der Orgel dar.

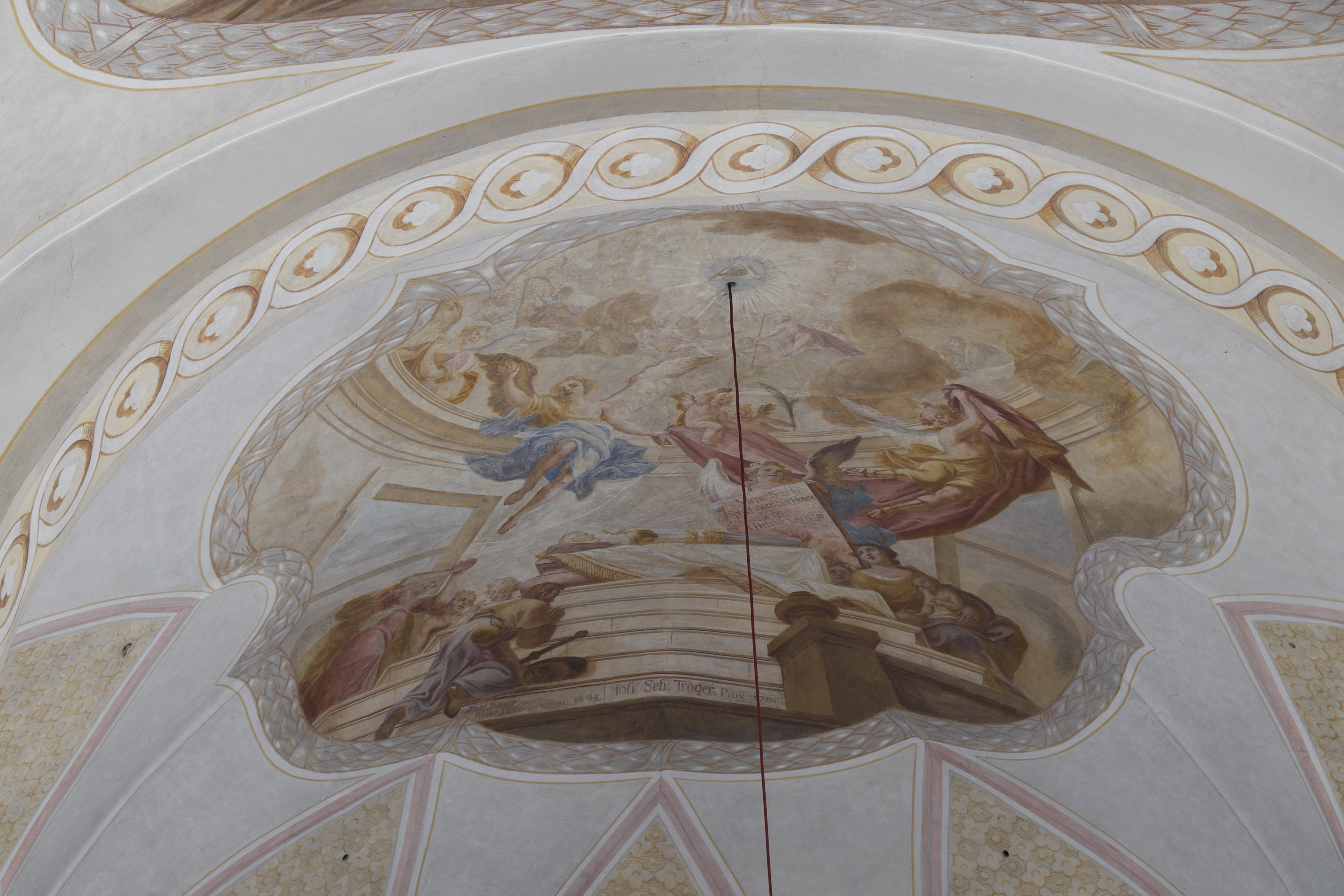
Chorfresko
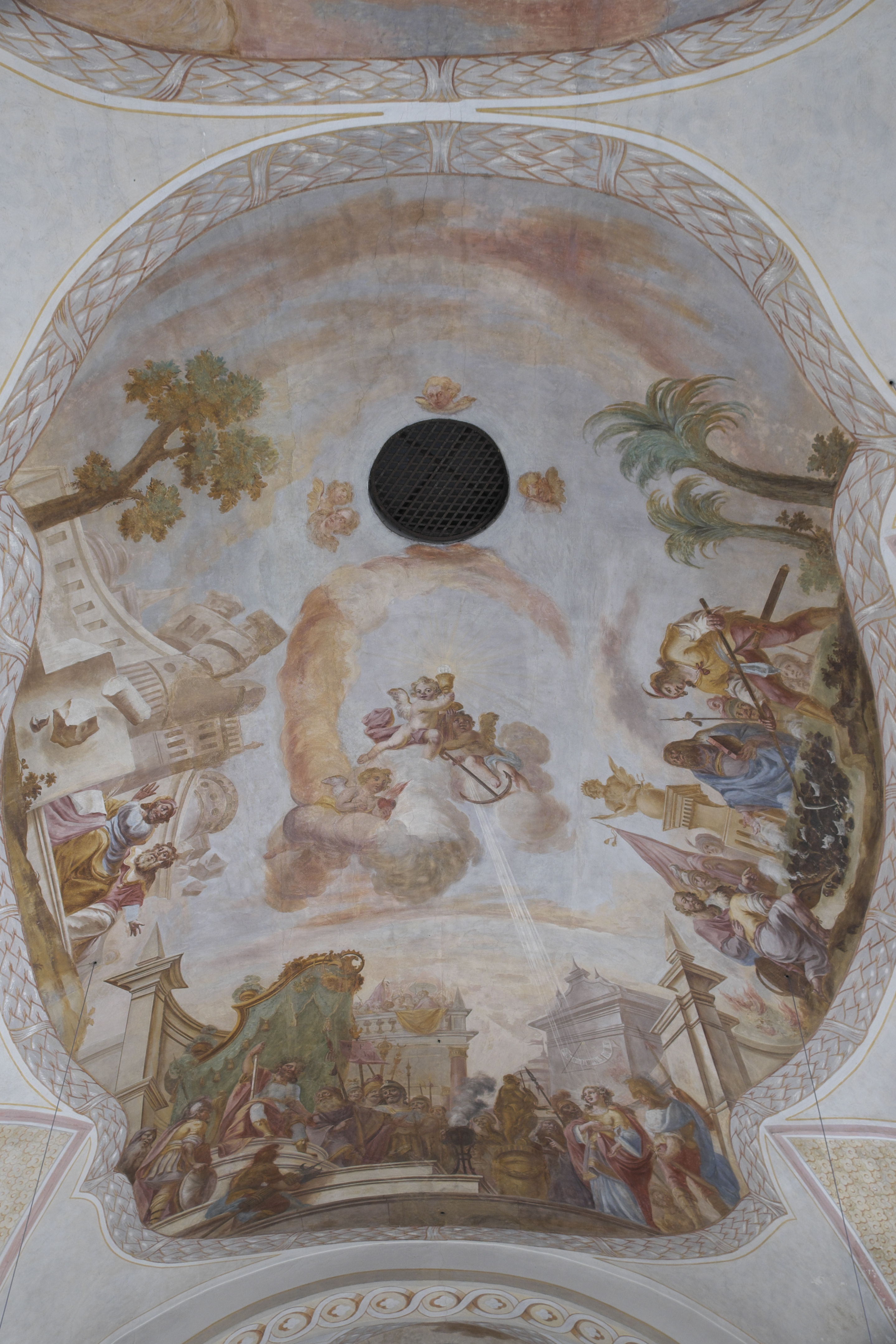
Langhausfresko
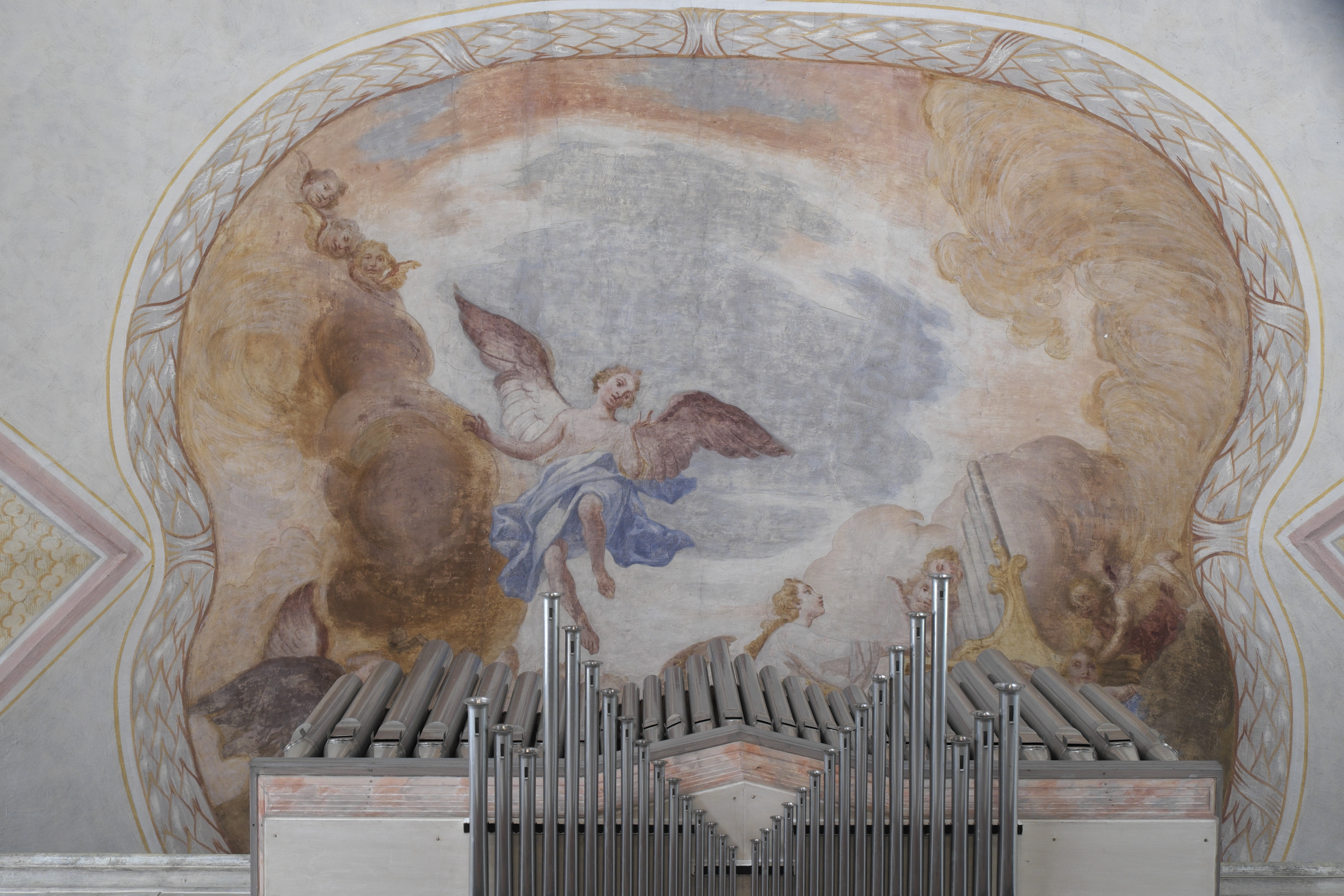
Fresko über der Empore

## Ausstattung

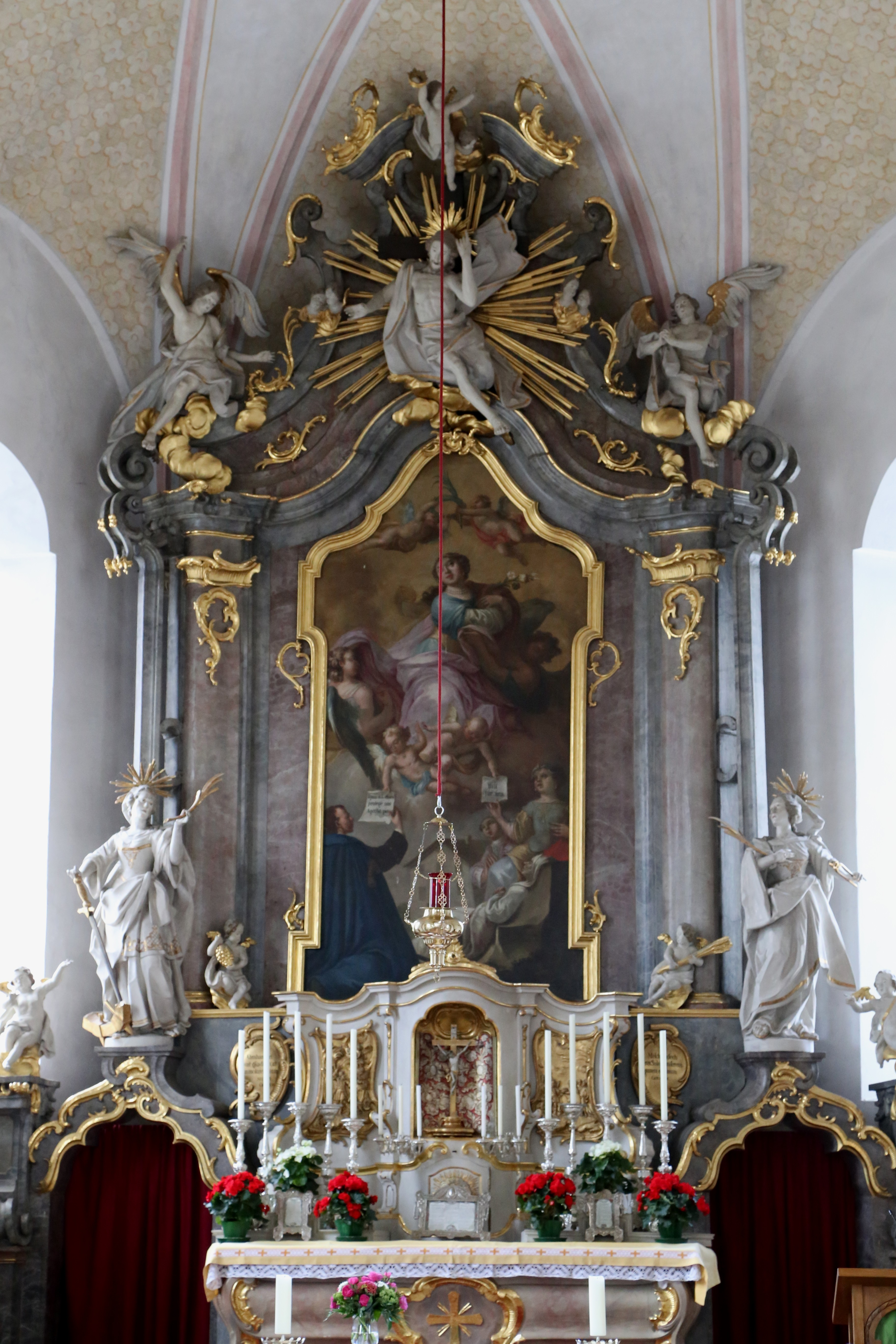
Hochaltar

- Der Hochaltar wurde wie die Seitenaltäre in den 1770er Jahren im Stil des Rokoko von Paul Zwink geschaffen. Auf dem Altarblatt sieht man die heilige Agatha mit Bittstellern. Das Bild wurde wie die Deckenfresken von Sebastian Troger gemalt und ist mit der Jahreszahl 1784 bezeichnet. Die großen Seitenfiguren der heiligen Apollonia und der heiligen Katharina wurden wie die übrigen Figuren des Altars von Franz Xaver Schmädl geschnitzt.
- Von der ehemals prächtigen barocken Kanzel, die 1702 von den Brüdern Balthasar und Ambros Zwink angefertigt wurde, ist nur noch der Kanzelkorb erhalten. Der von einer Salvatorfigur bekrönte und mit Engeln besetzte Schalldeckel wurde entfernt, ebenso die Figuren der Evangelisten, mit denen der Kanzelkorb ursprünglich verziert war.
- Auf den Opferstock von 1693 setzte Paul Zwink 1763 einen Stützpfeiler im Stil des Rokoko für die darüberliegende Empore.
- Die Figur des Erzengels Michael, der Luzifer bezwingt, wurde um 1700 von Heinrich Hagen geschaffen.
- Die Figur des Johannes Nepomuk aus der Zeit um 1750 ist wie das Missionskreuz von 1740/50 eine Arbeit von Franz Xaver Schmädl.
- Die Schnitzfiguren des heiligen Gregor und des heiligen Wolfgang im Chor stammen aus der Zeit um 1510.
- Die Figur des heiligen Ulrich, der mit Bischofsstab, Buch und Fisch dargestellt ist, wird um 1470 datiert.

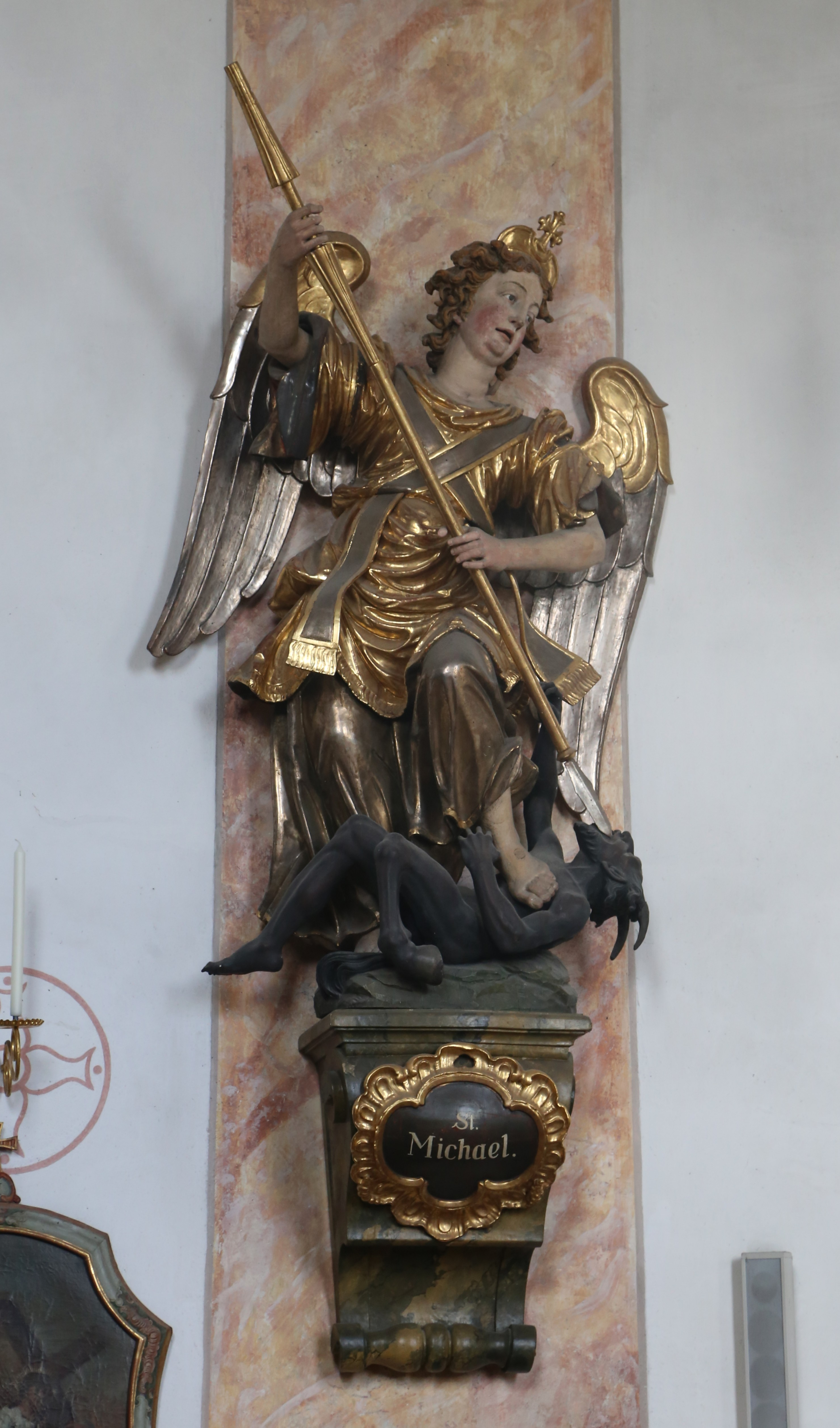
Erzengel Michael
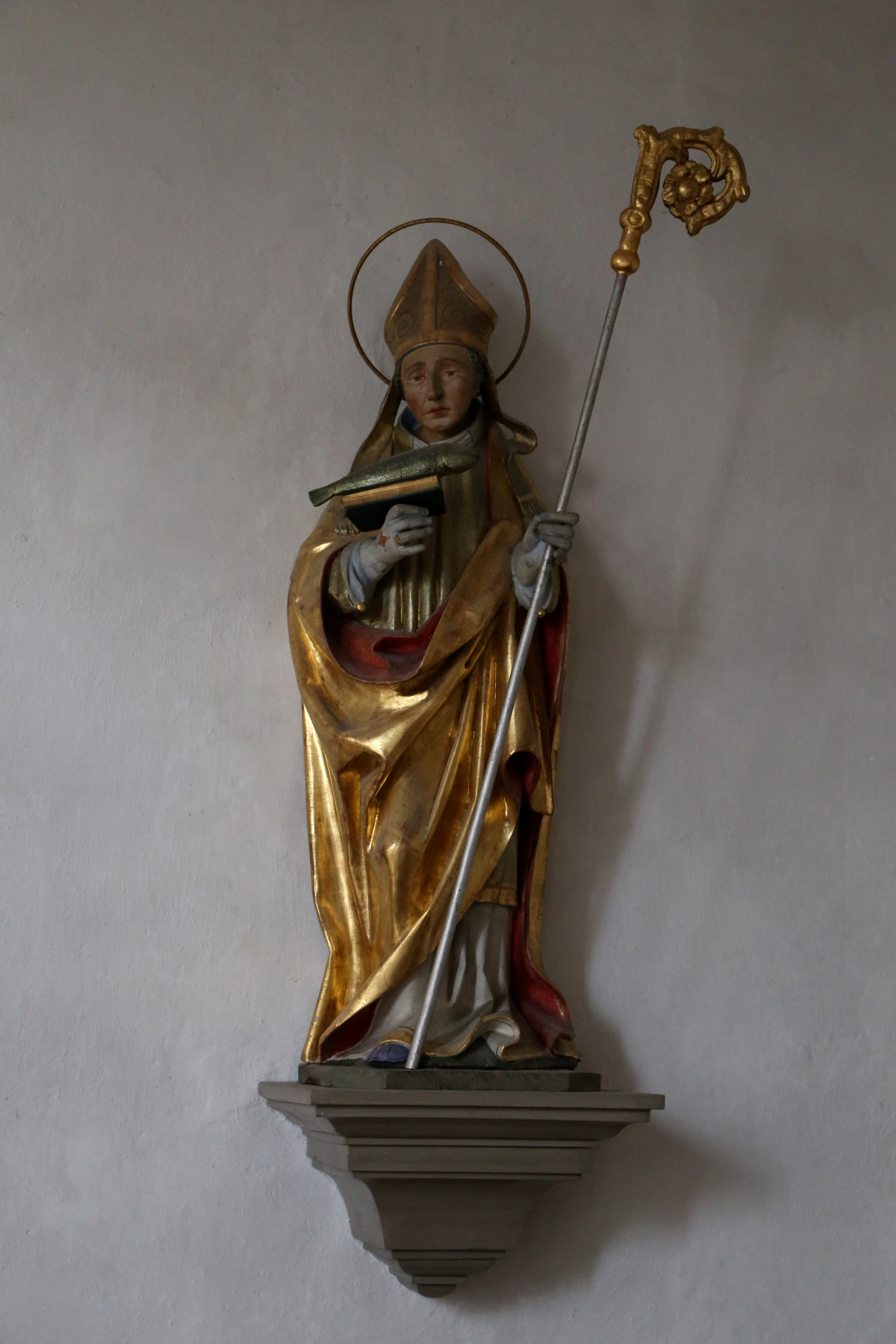
Heiliger Ulrich
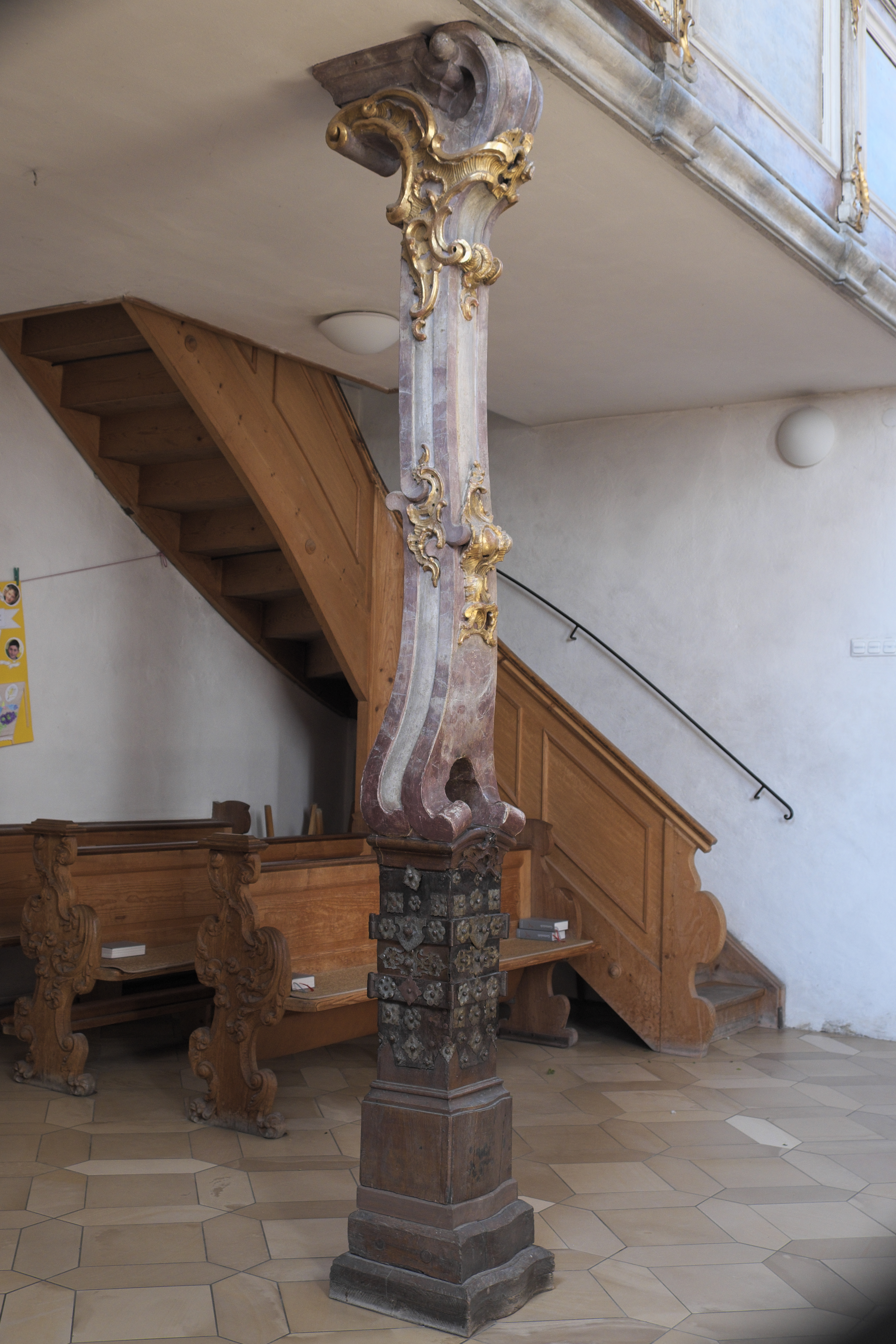
Rokokostützpfeiler